# Nepotilla minuta
Nepotilla minuta é uma espécie de gastrópode do gênero Nepotilla, pertencente a família Raphitomidae.